# 酒を飲む女 (デ・ホーホの絵画)
『酒を飲む女』（さけをのむおんな、仏: La Buveuse）、または『兵士と酒を飲む女』（へいしとさけをのむおんな、英: Woman Drinking with Soldiers）は、17世紀オランダ黄金時代の画家ピーテル・デ・ホーホがキャンバス上に油彩で制作した絵画である。デ・ホーホの画業初期の1652-1661年に描かれた。作品は1974年にジャックリーヌ・ド・ロチルドから寄贈されて以来、パリのルーヴル美術館に所蔵されている。

## 作品

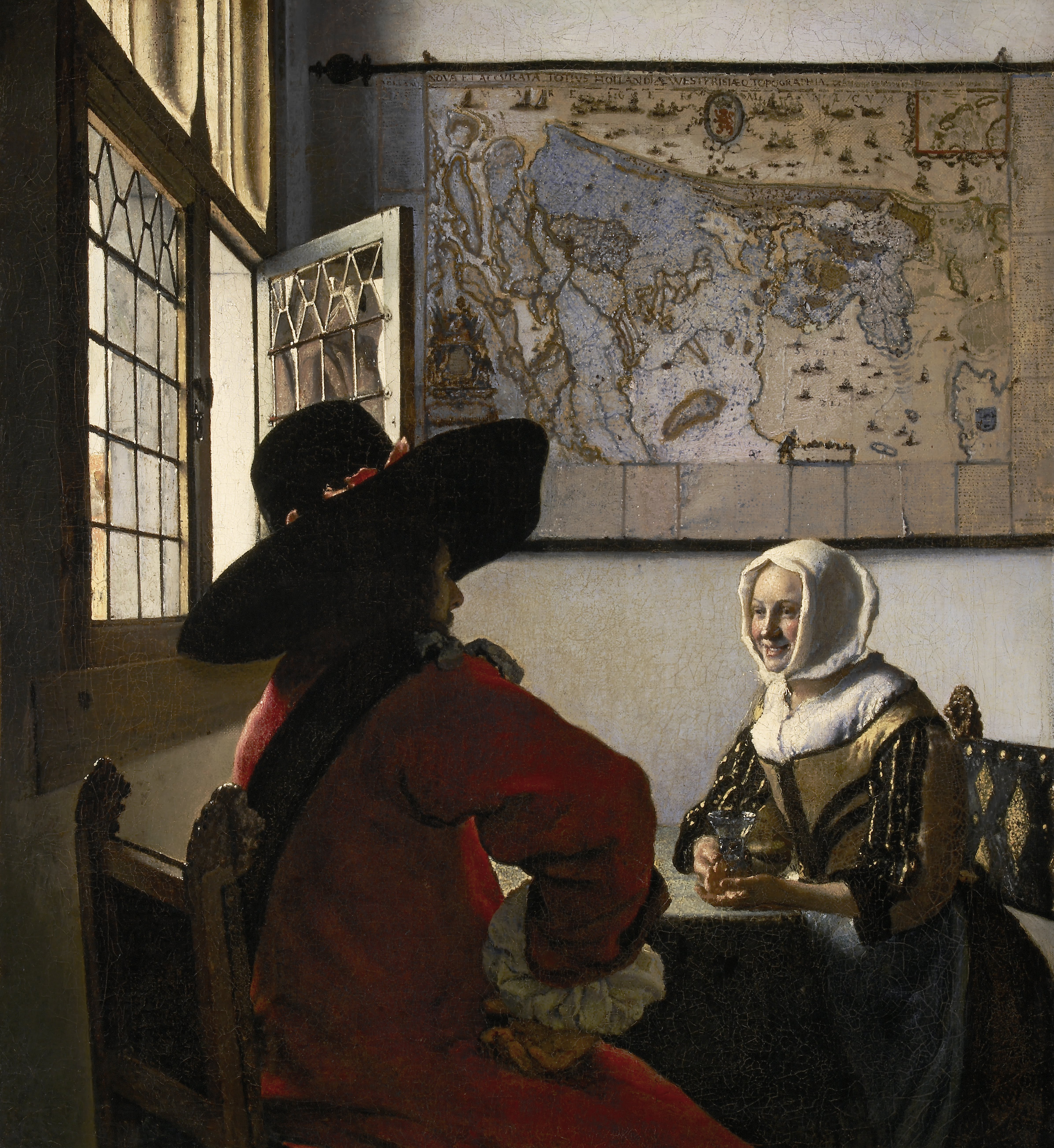
フェルメール『兵士と笑う女』 (1657-1659年ごろ)、フリック・コレクション、ニューヨーク

この絵画は、窓から差し込む陽光に満たされた部屋の一角の情景を表している。こうした情景はただちにフェルメールを想起させるが、この設定を確立したのはフェルメールより3歳年長の同僚画家デ・ホーホであった。白壁に掛けられた都市図版画  (アムステルダム) も、絵画に地図をしばしば描き込んだフェルメールと共通の関心を示している。
隣室や街路を垣間見させるドアの開口部というモティーフはこの初期作品で登場して以来、デ・ホーホを特徴づけるものとなる。彼の作品では空間がきわめて明確に規定されており、確固たる存在感を備えている。その一方で、人間の存在感はいくぶん希薄で、その衣服の質感描写にもあまり注意が払われていない。
表現されている内容という面で、本作は節酒の奨励という文脈において解釈すべき作品である。中央の娼婦は少し酔っていて、背後の男性からもう1杯注いでもらっている。彼は女衒と商談をまとめようとしているように見える。右側の壁には「キリストと姦淫の女」を主題とする絵画が掛けられており、教訓的戒めが提示されている。人間は自分を節制する術を心得、控えめに、けっして羽目を外しすぎず、楽しむ術を学ばなければならないのである。